# قطعنامه ۸۲۵ شورای امنیت
قطعنامه ۸۲۵ شورای امنیت سازمان ملل متحد که در تاریخ ۱۱ مه ۱۹۹۳ تصویب شد، سندی بین‌المللی دربارهٔ منع گسترش جمهوری دموکراتیک خلق کره است. این قطعنامه طی نشست ۳۲۱۲ام با ۱۳ رای موافق، ۰ مخالف و ۲ ممتنع تصویب شد.